# Bela Pratapgarh
Bela Pratapgarh là một thành phố và là nơi đặt ban đô thị (municipal board) của quận Pratapgarh thuộc bang Uttar Pradesh, Ấn Độ.

## Nhân khẩu
Theo điều tra dân số năm 2001 của Ấn Độ, Bela Pratapgarh có dân số 71.835 người. Phái nam chiếm 53% tổng số dân và phái nữ chiếm 47%. Bela Pratapgarh có tỷ lệ 73% biết đọc biết viết, cao hơn tỷ lệ trung bình toàn quốc là 59,5%: tỷ lệ cho phái nam là 79%, và tỷ lệ cho phái nữ là 66%. Tại Bela Pratapgarh, 13% dân số nhỏ hơn 6 tuổi.